# Lincoln (Ontario)
Pour les articles homonymes, voir Lincoln.
Lincoln est une ville dans la municipalité régionale de Niagara en Ontario au Canada. Le centre administratif est dans la communauté de Beamsville.

## Démographie
| 2001   | 2006   | 2011   | 2016   |
| ------ | ------ | ------ | ------ |
| 20 612 | 21 722 | 22 487 | 23 787 |